# 山東商報
山東商報是中華人民共和國山東省的一份報紙，報社位於濟南市。報紙於1993年8月5日創辦。2001年3月12日改版為都市類報紙並且開始商業化。2008年初，成立山东商报电子音像出版社。此外山東商報還拥有一份杂志《新浪
潮》以及有独立采访权的网站山东新闻网。